# Josh T. Pearson
Josh T. Pearson est un musicien américain du Texas, aux États-Unis. Il est connu pour son travail avec le groupe Lift to Experience et sa carrière solo qui a suivi.

## Lift to Experience
En 1996, Pearson a formé le groupe éphémère mais acclamé par la critique Lift to Experience, qui a sorti un double album, The Texas-Jerusalem Crossroads sur Bella Union en 2001, avant de se séparer peu après.
Lift to Experience s'est reformé en 2016 pour présenter un spectacle unique au Royal Festival Hall de Londres. Le groupe a ensuite remixé  The Texas-Jerusalem Crossroads  et a continué à jouer au Green Man Festival au Pays de Galles en août 2017.

## Années sauvages
Après la dissolution de Lift to Experience, Pearson s'est retiré dans le Limestone County, Texas, faisant des petits boulots pour s'en sortir tout en continuant à jouer et à écrire de la musique. Finalement, il a quitté le Texas pour l'Europe, où il a vécu à Berlin et à Paris tout en jouant en direct pour subvenir à ses besoins. Il a également tourné avec Dirty Three, Archie Bronson Outfit, 65daysofstatic et s'est notamment produit au All Tomorrow's Parties plusieurs fois, y compris celles organisées par Dirty Three (2007) et My Bloody Valentine (2009),.
Son seul enregistrement en studio pendant cette période est une reprise de la chanson de Hank Williams "I'm So Lonesome I Could Cry", qui est sortie sur un split single de 7 pouces avec également Dirty Three, et apparition sur l'album de compilation West Country Night - Session One. Il a également fourni des guitares et des chœurs sur deux chansons, "Seal Jubilee" et "Trophy", sur Bat for Lashes' 2006 Mercury Music Prize-album nommé Fur and Gold ,,.
En 2005, Josh a sorti le CD-R Live Album 'To Hull And Back', enregistré au Hull's The Adelphi Club. Avec des chansons qu'il a tournées jusqu'en 2008 telles que «The Clash», «Devil Is On The Run» et «Sins Of The Father». Il est disponible sur YouTube avec l'autorisation de l'artiste.

## Carrière solo
En janvier 2010, Pearson a enregistré un album de ballades acoustiques aux studios Klangbild à Berlin. Au cours des sessions d'enregistrement d'albums, il a également fait une session avec le pianiste et compositeur berlinois Dustin O'Halloran (deux chansons de cette session ont ensuite été publiées à l'appui de Record Store Day 2011), et plus tard cette année-là a participé à Le projet de Yann Tiersen Dust Lane Inc.
En novembre 2010, Mute Records a annoncé la signature de Josh T. Pearson et la sortie de son premier album solo Last of the Country Gentlemen en mars 2011,.
Pearson a passé la majeure partie de 2011-2012 à promouvoir l'album et à faire de nombreuses tournées pour le soutenir, jouant de nombreuses expositions personnelles, dont South by Southwest Conférence musicale à Austin et soirées à guichets fermés à Union Chapel, Islington et Barbican Center  à Londres, des festivals comme le Primavera Sound Festival, le Latitude Festival, le Green Man Festival et le End of the Road Festival, tout en partageant la scène avec des likes de Fleet Foxes et Joanna Newsom,,. Il a fait ses débuts à la télévision dans l'émission BBC Two, Later... with Jools Holland, en avril 2011.
Last of the Country Gentlemen a été nommé Rough Trade's "Album de l'année 2011" et nommé dans deux catégories, Meilleur album et "Breakthrough Act", aux Mojo Awards 2011

## Discographie

### Albums
- To Hull And Back (CD-R,2005)
- Last of the Country Gentlemen (Mute, 2011)
- The Straight Hits! (Mute, 2018)[21]

### Singles/ EPs
- I'm So Lonesome I Could Cry (Bella Union, 2006) – split 7-inch single[4] w/ Dirty Three
- Country Dumb (Mute, 2011) – single[22]
- Sweetheart I Ain't Your Christ / Country Dumb (Mute, 2011) – 12-inch Record Store Day release (limited edition of 250)[9]
- Woman, When I've Raised Hell (Mute, 2011) – single[23]
- Sorry with a Song (Mute, 2011) – single[24]
- Rough Trade Christmas Bonus (Mute, 2011) – limited edition EP for Rough Trade Shops[25]

### Live bootlegs
- To Hull and Back (self-released, 2005) – CD-R album, Recorded live at The New Adelphi Club in Hull, England[26]
- The King Is Dead (Mute Czechoslovakia, 2011) – 12-inch album (limited edition of 1000). Recorded live at Union Chapel in London, England[27]